# .NET Remoting
.NET Remoting は、.NET Framework 1.0の一部としてリリースされたマイクロソフトのプロセス間通信APIである。様々なアプリケーションドメインやプロセス、そして様々なコンピュータ上に存在するオブジェクトが、互いにシームレスに通信するための高性能かつ拡張性の高いフレームワークを提供する。
16ビット版Windowsの時代から、.NET Remotingに至るまでには以下のような技術が開発されてきた。
- DDE: 1987年
- OLE: 1990年
- COM: 1993年
- COM-95: 1995年
- DCOM: 1997年（後にActiveXへ）
- COM+とMicrosoft Transaction Server: 2000年

Common Object Request Broker Architecture (CORBA) やJava RMIのような類似技術と同様、.NET Remotingは複雑だが、その本質は単純である。オペレーティングシステムやネットワークエージェントの助けを借りて、クライアントプロセスがサーバープロセスにメッセージを送信し、応答を受信する。Microsoft Developer Network (MSDN) では.NET Remotingに関するページがある。
その後、.NET Framework 3.0以降で導入されたWindows Communication Foundation (WCF) によって、DCOMや.NET Remotingの置き換えが進められている。